# Virginio Gayda
Virginio Gayda (Roma, 12 agosto 1885 – Roma, 14 marzo 1944) è stato un giornalista e saggista italiano, direttore dei quotidiani Il Messaggero e Il Giornale d'Italia.

## Biografia

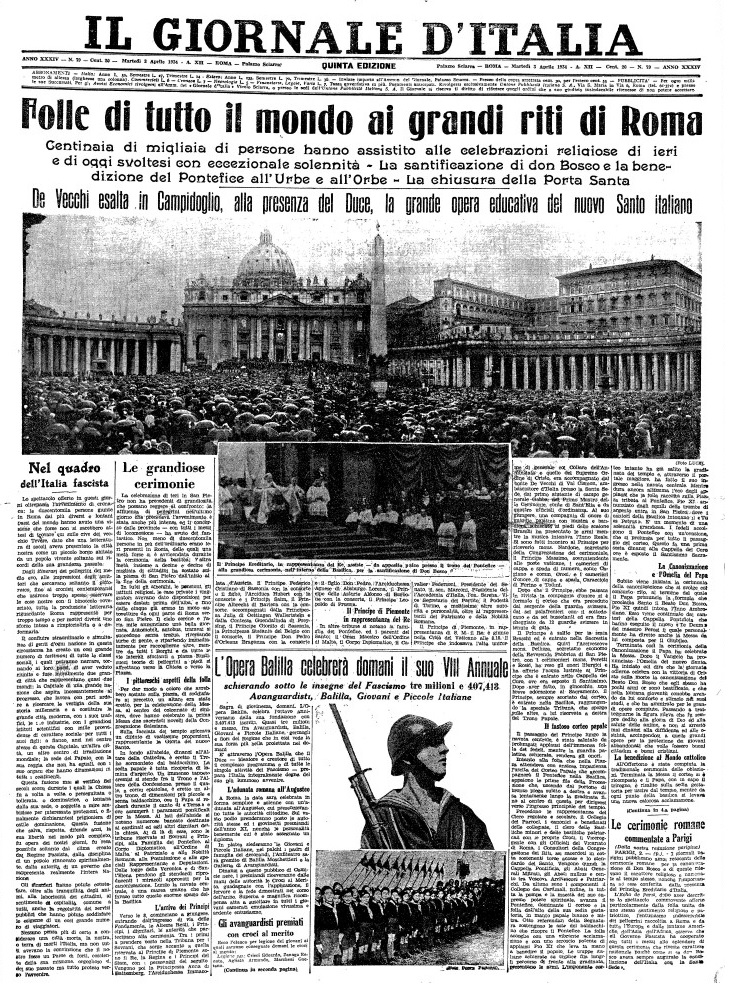
Un numero del Giornale d'Italia diretto da Gayda dal 1926 al 1943

Laureatosi all'Università di Torino in scienze economiche, fu giornalista de La Stampa di Torino dal 1908 e corrispondente da Costantinopoli e varie capitali europee. Nel 1919 fu assunto, come responsabile del settore politica estera, dal quotidiano romano Il Messaggero, del quale divenne direttore, per decisione dei fratelli Perrone, proprietari del giornale, dal 1921 al 1926. Gayda fu scelto in quanto disposto a sostenere, alle elezioni del 1921, lo schieramento facente capo a Giovani Giolitti.
Nel 1926 assunse la direzione de Il Giornale d'Italia che mantenne per tutto il Ventennio. Negli anni della sua direzione, Il Giornale d'Italia, acquistò una particolare autorevolezza fino ad essere considerato, per gli articoli di Gayda, una sorta di portavoce ufficioso della politica del regime. Mussolini, infatti, si servì spesso del Giornale d'Italia per far conoscere le sue opinioni, soprattutto in politica estera.
Il 15 luglio 1938, il quotidiano pubblicò in prima pagina, senza firma, un articolo dal titolo Il Fascismo e i problemi della razza che anticipò la promulgazione, iniziata nello stesso anno, delle leggi razziali. L'articolo fu poi largamente ripreso dalla stampa italiana divenendo noto come "Manifesto della razza" o "Manifesto degli scienziati razzisti". Gayda appoggiò pubblicamente la politica razziale del regime in articoli ed opuscoli e aggiornò in tal senso la voce "Razza: La politica fascista della razza" nella prima Appendice, pubblicata nel 1938, dell'Enciclopedia Italiana.
Di orientamento nazionalista, Gayda pubblicò diversi saggi prevalentemente su argomenti economici e di politica estera. A fine luglio del 1943, con l'arresto di Mussolini e la caduta del fascismo a seguito dell'approvazione dell'ordine del giorno Grandi da parte del Gran Consiglio, si rifugiò, insieme con Mario Appelius, nell'ambasciata del Giappone, e fu sostituito da Umberto Guglielmotti.
Morì nel 1944, a cinquantotto anni, durante un bombardamento della capitale, mentre prendeva lezioni d'inglese da un'anziana signora nello studio della propria abitazione, ossia un villino in via Guattani, nel quartiere Nomentano.

## Opere
- La crisi di un impero : Pagine sull'Austria contemporanea, Torino, Fratelli Bocca, 1913.
- L'Italia d'oltre confine : Le Province italiane d'Austria, Torino, Fratelli Bocca, 1914.
- Gli slavi della Venezia Giulia, Milano : Ravà & c., 1915.
- La piccola proprietà rurale negli Stati Uniti ed in Russia, Torino, Soc. Tip. Ed. Nazionale, 1915.
- Il crollo russo : dallo zarismo al bolscevismo, Torino, Fratelli Bocca, 1920.
- La Germania contro la Francia : Il risveglio della Germania, la Francia al bivio, l'Italia e la Francia, l'occupazione della Ruhr, Firenze, R. Bemporad e Figlio, 1922.
- Costruzione dell'impero, Roma, Edizioni Roma, 1936.
- Italia, Inghilterra, Etiopia, Roma, Edizioni Sud, 1936.
- Problemi siciliani, Roma, Edizioni del Giornale d'Italia, 1937.
- I quattro anni del Terzo Reich : l'autarchia in Germania, Roma, Edizioni Roma, 1938.
- Che cosa vuole l'Italia?, seconda edizione, Roma, Edizioni del Giornale d'Italia, 1940.
- Italia e Inghilterra : l'inevitabile conflitto, Roma, Edizioni del Giornale d'Italia, 1941.
- La Jugoslavia contro l'Italia : documenti e rivelazioni, seconda edizione, Roma, Edizioni del Giornale d'Italia, 1941.
- Roosevelt a trompé son peuple : documents du bellicisme nord-americain, Roma, Tip. Novissima, 1941.
- Gli Stati Uniti nella guerra mondiale, Roma, Edizioni del Giornale d'Italia, 1943.
- Perché l'Italia è in guerra, Roma, Stab. Capriotti, 1943.